# Rechtenbach (Lauter)
Das Rechtenbach ist ein knapp zweieinhalb Kilometer langer Bach im Dahner Felsenland, der auf dem Gebiet des rheinland-pfälzischen Landkreises Südwestpfalz verläuft. Er ist ein nordnordöstlicher und linker Zufluss der Lauter, die dort am Ober- und Mittellauf Wieslauter genannt wird.

## Geographie

### Verlauf
Der Rechtenbach entspringt in der Flur Hundler Halde auf einer Höhe von etwa 223 m ü. NHN in einem Buchenwald direkt an der Grenze der beiden zur Verbandsgemeinde Dahner Felsenland gehörenden Ortsgemeinden Bundenthal im Westen und Erlenbach bei Dahn im Osten. Seine Quelle liegt gut einen Kilometer südöstlich des 491,1 m hohen Jüngstbergs und etwa 800 Meter südlich des 419,6 m hohen Heidenbergs.
Der Rechtenbach läuft zunächst in Richtung Süden durch den Wald und markiert dabei die Gemeindegrenze zwischen Bundenthal und Erlenbach.  Gut einen halben Kilometer bachabwärts fließt er in der Flur Hundel durch einen schmalen Streifen von Feuchtwiesen und Großseggenriede. Er wechselt nach Südwesten und zieht nunmehr entlang der Grenze von Bundenthal im Nordwesten und Niederschlettenbach im Südosten durch feuchte Talwiesen, die auf beiden Seiten von Buchenwäldern begrenzt werden.
Etwas später bildet er einen kleinen, mit Seerosen bewachsenen Naturschutzteich. Er zieht dann zwischen dem 373 m hohen Bremmelsberg auf seiner linken Seite und dem  290,5 m hohen Mückenbühl auf der rechten in einem Grünstreifen knapp einen Kilometer durch ein enges und an den Hängen bewaldetes Kerbtal. 
Anschließend wendet er seinen Lauf nach Südsüdwesten, fließt zwischen Feuchtwiesen und Seggenriede am Johannisbrunnen vorbei, unterquert noch die  L 478, läuft dann durch eine Schilfwiese und mündet schließlich zwischen Bundenthal und Niederschlettenbach auf einer Höhe von ungefähr 188 m ü. NHN  von links in die aus dem Westen heranziehende Wieslauter.